# Pierre de Lesconvel
Pierre de Lesconvel, plus probablement Hervé Pezron de Lesconvel, né à Locmaria-Plouzané en Bretagne en 1640 et mort en 1722, est un écrivain et historien français du XVIIe siècle. Il était fils de Jean Pezron, sieur de Lesconvel, et de Guillemette Touronce ; elle-même fille de Hervé Touronce de Kervéatous (parrain de son petit-fils) et nièce de Jean Touronce, recteur de Plouzané, qui restaura l'église de Locmaria.
Il est connu principalement pour son ouvrage Nouvelle relation du voyage du prince de Montberaud dans l'isle de Naudely, utopie politique et sociale qui connut un succès indéniable.

## Œuvres
- Les Avantures de Jules César et de Murcie dans les Gaules, ou le Modèle de l'amour parfait, 1695
- Abrégé de l'histoire de Bretagne de M. d'Argentré, 1695
- Intrigues amoureuses de François premier, ou Histoire tragique de Mme la comtesse de Châteaubriand, 1695
- La Comtesse de Châteaubriand ou les Effets de la jalousie, 1695
- Anne de Montmorency, connétable de France, nouvelle historique, 1697
- Le Prince de Longueville et Anne de Bretagne, nouvelles historiques, 1697
- Observations critiques sur l'histoire de France écrites par Mézeray, 1700
- Relation du voyage du Prince de Monberaud dans l'île de Naudely. Où sont rapportées toutes les Maximes qui forment l'Harmonie d'un parfait Gouvernement. A Merinde, chez Pierre Fortané. 1705. In-12, (24 ff), et 383 pages. 12 figures hors-texte gravées sur cuivre.
- Nouvelle relation du voyage du prince de Montberaud dans l'isle de Naudely : Où sont rapportées toutes les maximes qui forment l'harmonie d'un parfait gouvernement, 1706. Utopie précédemment parue en 1703 sous le titre Idée d'un règne doux et heureux.
- Anecdotes secrètes des règnes de Charles VIII et de Louis XII, avec des notes historiques.